# Azteca hypophylla
Azteca hypophylla is een mierensoort uit de onderfamilie van de Dolichoderinae. De wetenschappelijke naam van de soort is voor het eerst geldig gepubliceerd in 1899 door Auguste Forel.